# Caña
La caña est un palo flamenco.

## Présentation
La caña est parfois considérée historiquement comme le plus important de tous les palos. Certains historiens du flamenco la considèrent comme étant à l'origine de tous les autres palos, tandis que d'autres, reconnaissant toutefois son antériorité, l'apparentent seulement à la soleá ou à la toná.
Sa relative monotonie et sa faible charge émotionnelle font qu'elle est désormais délaissée par les cantaores contemporains, qui lui préfèrent la soleá ou la seguiriya.